# Список рыб, рептилий и амфибий, занесённых в Красную книгу Мурманской области
В списке указаны все рыбы, рептилии и амфибии, включённые в первую Красную книгу Мурманской области издания 2003 года. Колонки таблицы КМ, КР и КС означают, соответственно, статус указанного вида в Красной книге Мурманской области, Красной книге России и в Красной книге СССР. В случае, если в той или иной Красной книге какой-либо из описываемых видов отсутствует, то есть не отнесён ни к одной из указанных категорий, то соответствующая ячейка списка оставлена незаполненной. Все виды поделены на 7 категорий в Красной книге Мурманской области (категория «1» имеет две подкатегории) и на 6 категорий в Красной книге России и Красной книге СССР. Категории имеют следующие обозначения:
| Красная книга Мурманской области: 1а — исчезающие виды (находящиеся под непосредственной угрозой исчезновения) 1б — исчезающие виды (находящиеся под угрозой исчезновения) 2 — уязвимые виды (редкие с сокращающейся численностью) 3 — редкие виды (редкие или узколокальные) 4 — виды с неопределённым статусом (редкие малоизученные) 5 — поддерживаемые виды (восстанавливаемые или восстанавливающиеся) 6 — виды особого статуса бионадзор — виды, нуждающиеся в особом внимании к их состоянию | Красная книга России и Красная книга СССР: 0 — вероятно исчезнувшие 1 — находящиеся под угрозой исчезновения 2 — сокращающиеся в численности 3 — редкие 4 — неопределённые по статусу 5 — восстанавливаемые и восстанавливающиеся |

В категорию «6 — виды особого статуса» входят виды, отнесённые в одной из вышестоящих Красных книг (например, в Красной книге России) к категории, требующей особых мер охраны, но не нуждающиеся во введении подобных мер вследствие многочисленности представителей данного вида на территории Мурманской области. На момент выхода первого (текущего) издания Красной книги Мурманской области рыб, рептилий или амфибий с такой категорией в области нет.
Всего в список рыб, рептилий и амфибий Красной книги Мурманской области включено 11 представителей, в том числе: 7 представителей класса рыб и по 2 — класса рептилий и амфибий. К категории исчезающих видов (1а и 1б) отнесён только один вид из них — кильдинская треска. В категорию «бионадзор» включаются виды, не нуждающиеся на настоящий момент в каких-либо охранных мерах, но подлежащие постоянному контролю и биологическому надзору. В текущей редакции Красной книги Мурманской области в данной категории находится 7 представителей рыб, рептилий и амфибий.
По принятому постановлению Правительства Мурманской области от 04.09.2002 № 325-ПП «О Красной книге Мурманской области», Красная книга должна переиздаваться с актуализированными данными не реже, чем каждые 10 лет.
В нижеприведённом списке порядок расположения таксонов соответствует таковому в Красной книге Мурманской области.

## Рыбы
| № | Латинское название                        | Русское название и описание | Изображение | КМ        | КР        | КС |
| - | ----------------------------------------- | --------------------------- | ----------- | --------- | --------- | -- |
| 1 | Salmo salar (Linnaeus, 1758)              | Сёмга                       |             | бионадзор | бионадзор |    |
| 2 | Salmo trutta (Linnaeus, 1758)             | Кумжа (проходная форма)     |             | 2         | 2         |    |
| 3 | Salmo trutta (Linnaeus, 1758)             | Кумжа (озёрная форма)       |             | бионадзор |           |    |
| 4 | Salvelinus alpinus (Linnaeus, 1758)       | Арктический голец           |             | бионадзор | бионадзор |    |
| 5 | Coregonus pidschian (Gmelin), 1789        | Пыжьян                      |             | бионадзор | бионадзор |    |
| 6 | Leuciscus idus (Linnaeus, 1758)           | Язь                         |             | бионадзор |           |    |
| 7 | Gadus morhua kildinensis (Derjugin), 1920 | Кильдинская треска          |             | 1         | 1         |    |

## Рептилии
| № | Латинское название               | Русское название и описание | Изображение | КМ        | КР | КС |
| - | -------------------------------- | --------------------------- | ----------- | --------- | -- | -- |
| 8 | Zootoca vivipara (Jacquin, 1787) | Живородящая ящерица         |             | бионадзор |    |    |
| 9 | Vipera berus (Linnaeus, 1758)    | Обыкновенная гадюка         |             | 3         |    |    |

## Амфибии
| №  | Латинское название           | Русское название и описание | Изображение | КМ        | КР | КС |
| -- | ---------------------------- | --------------------------- | ----------- | --------- | -- | -- |
| 10 | Rana arvalis (Nilsson, 1842) | Остромордая лягушка         |             | бионадзор |    |    |
| 11 | Bufo bufo (Linnaeus, 1758)   | Обыкновенная жаба           |             | 3         |    |    |